# Risch-Rotkreuz
Risch-Rotkreuz és un municipi del cantó de Zug (Suïssa).